# قاشق اندازه‌گیری

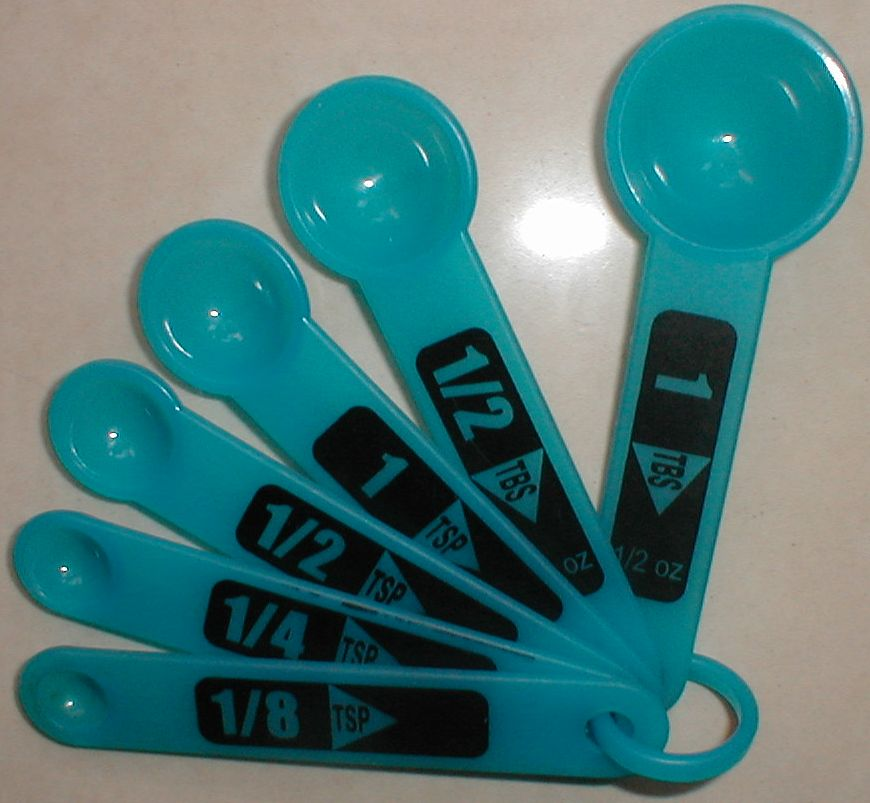
یک سری قاشق اندازه‌گیری شش‌تائی بزرگترین قاشق در این سری قاشق غذاخوری نامیده می‌شود. قاشق بعدی یک دوم قاشق غذاخوری نامیده می‌شود.

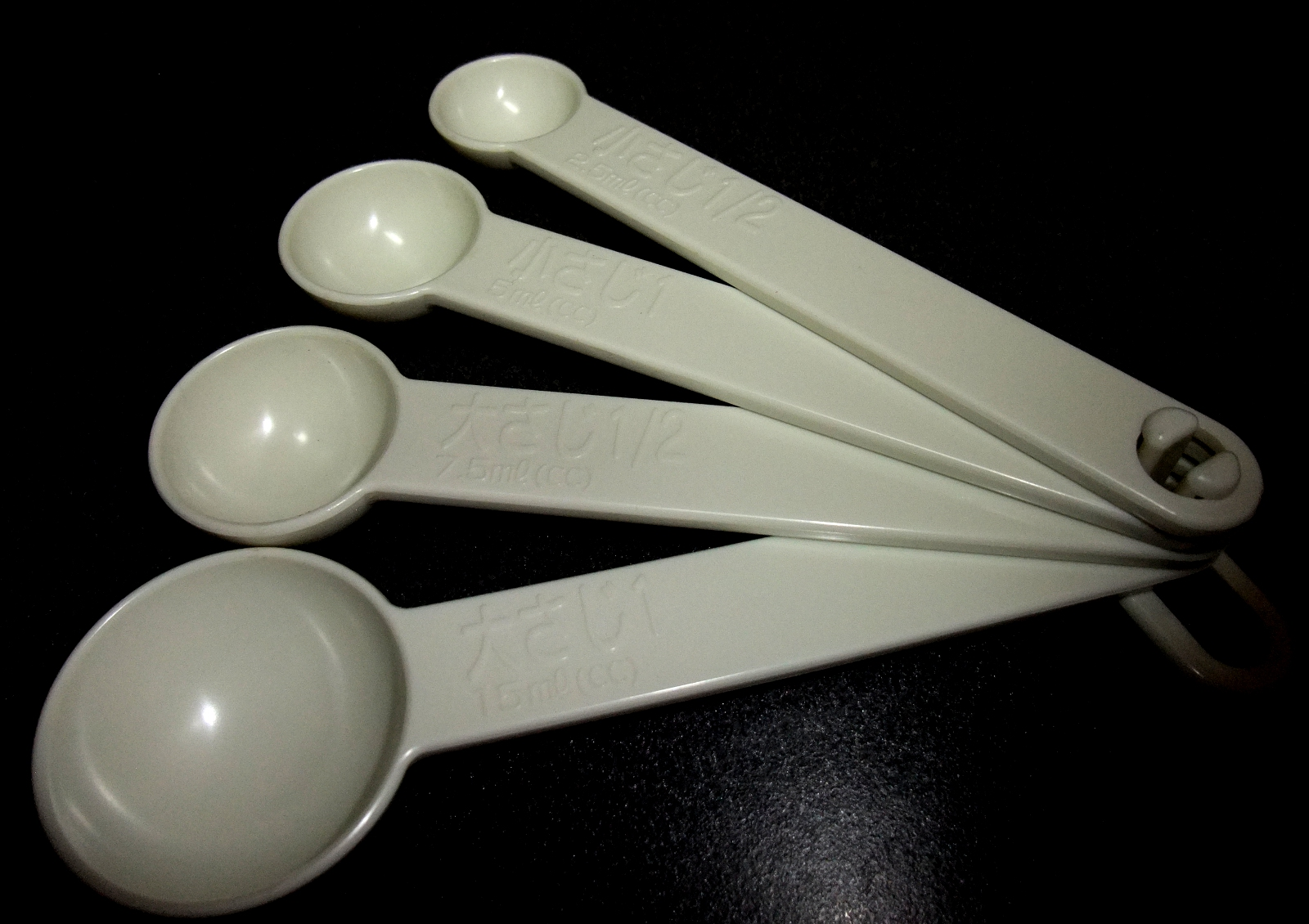
یک سری قاشق اندازه‌گیری چهارتایی

قاشق اندازه‌گیری به قاشق‌هایی گفته می‌شود که در هنگام آشپزی برای اندازه‌گیری مقادیر کم موادغذایی به‌خصوص چاشنی غذا به کار می‌روند. جنس این قاشق‌ها از پلاستیک یا فلز است.
1. در صورتی که سری قاشق شش‌تایی باشد، بزرگترین قاشق یا قاشق غذاخوری علامت اختصاری TBS آن گنجایش ۱۵ میلی‌لیتر را دارد.
2. از نظر بزرگی قاشق دوم، یا قاشق یک دوم غذاخوری گنجایش ۷ و نیم میلی‌لیتر را دارد.
3. از نظر بزرگی قاشق سوم، یا قاشق چایخوری علامت اختصاری TSP گنجایش ۵ میلی‌لیتر را دارد.
4. از نظر بزرگی قاشق چهارم، یا قاشق یک دوم چایخوری گنجایش ۲ و نیم میلی‌لیتر را دارد.
5. از نظر بزرگی قاشق پنجم، یا قاشق یک چهارم چایخوری نصف قاشق چهارم گنجایش دارد.
6. از نظر بزرگی قاشق ششم، یا قاشق یک هشتم چایخوری نصف قاشق پنجم گنجایش دارد.

این قاشق‌ها برای اندازه‌گیری گرم نیست زیرا وزن مواد مختلف با وجود حجم یکسان با یکدیگر متفاوت است.

## در کشورهای جهان
در ایران در بسیاری از سایت‌ها قاشق غذاخوری (استاندارد گنجایش ۱۵ میلی لیتر) معادل و برابر و نام دیگر قاشق سوپخوری (استاندارد گنجایش ۱۰ میلی لیتر) دانسته شده‌است. نامیده شدن بزرگترین قاشق اندازه‌گیری به عنوان قاشق سوپخوری محدود به سایت‌ها نیست و در برخی از کتاب‌های آشپزی نیز در توضیحات کتاب قاشق سوپخوری برابر با دو قاشق چایخوری تعریف شده و از بزرگترین قاشق سری قاشق‌های اندازه‌گیری در ایران به عنوان قاشق سوپخوری نام برده شده که با استانداردهای جهانی که بزرگترین قاشق، قاشق غذاخوری می‌باشد، متفاوت است.
در برخی از سایت‌ها از قاشق چایخوری به عنوان قاشق مرباخوری نام برده شده‌است.
استرالیا تنها کشوری است که حجم یک قاشق غذاخوری را ۲۰ میلی لیتر تعریف کرده‌است این در حالیست که در دیگر کشورها حجم این قاشق ۱۵ میلی لیتر تعریف شده‌است. 
در کشور ژاپن قاشق‌های اندازه‌گیری معمولاً در دو اندازه هستند. قاشق غذاخوری، قاشق بزرگ و قاشق چایخوری، قاشق کوچک نامیده می‌شود.